# Microscopio de contraste de fases

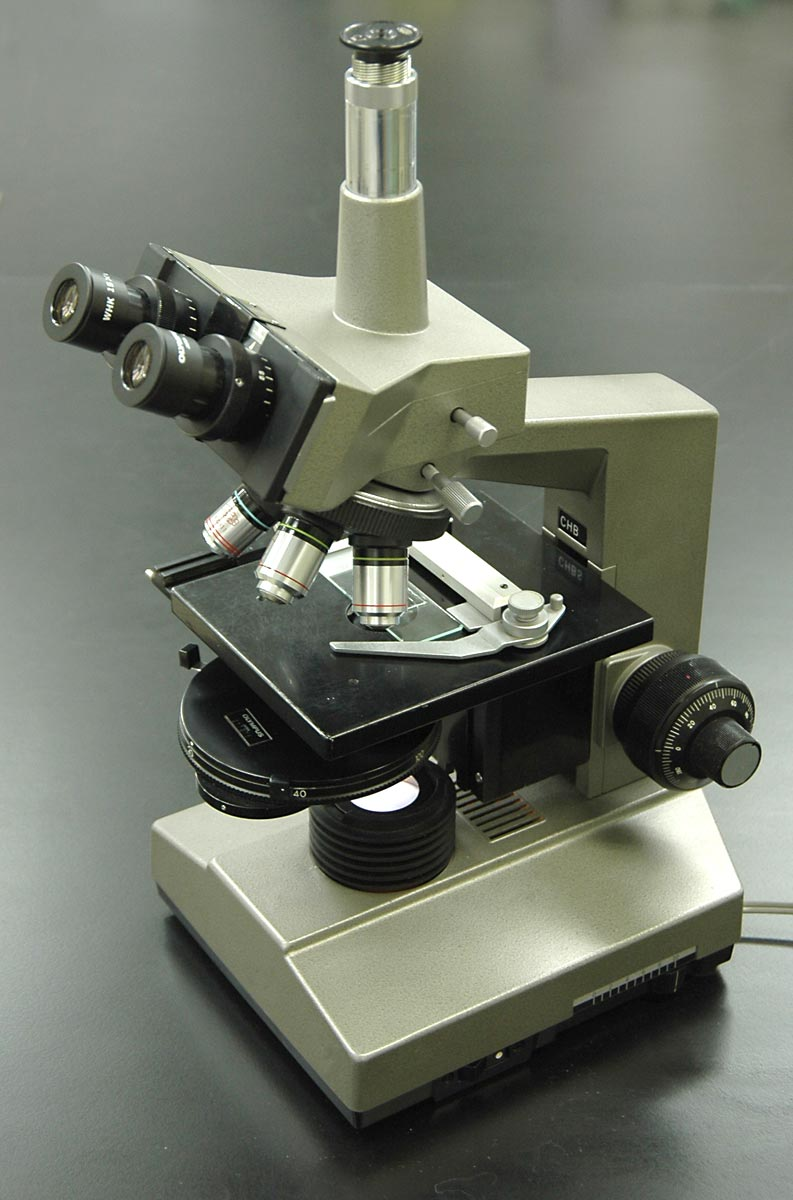

El microscopio de contraste de fases permite observar células sin colorear y resulta especialmente útil para células vivas.
La mayoría de los organismos vivos no pueden ser teñidos debido a que los colorantes utilizados pueden dañar su estructura celular hasta el punto de su muerte. Esta técnica de microscopía aprovecha las pequeñas diferencias de los índices de refracción en las distintas partes de una célula y en distintas partes de una muestra de tejido. La luz que pasa por regiones de mayor índice de refracción experimenta una deflexión y queda fuera de fase con respecto al haz principal de ondas de luz que pasaron la muestra. Aparea otras longitudes de onda fuera de fase por medio de una serie de anillos ópticos del objetivo y del condensador, anula la amplitud de la porción fuera de fase inicial del haz de luz y produce un contraste útil sobre la imagen. Las partes oscuras de la imagen corresponden a las porciones densas del espécimen; las partes claras de la imagen corresponden a porciones menos densas. Por lo tanto estos microscopios se utilizan para observar células vivas, tejidos vivos y cortes semifinos no coloreados.
Dos modificaciones del microscopio de fase son el microscopio de interferencia y el microscopio de interferencia diferencial.[cita requerida]
Su inventor fue en 1932 el físico neerlandés Frits Zernike, lo que junto al método de contraste de fases le valió para ganar el Premio Nobel de Física en 1953.